# الکساندر ارووسکی
السکاندر ارووسکی (به لهستانی: Aleksander Orłowski) نقاش لهستانی تبعهٔ امپراتوری روسیه و پیشگام چاپ سنگی در این کشور بود. 

## زندگی
ارووسکی در خانواده‌ای برجسته ولی فقیر در ورشو به دنیا آمد. پدرش میخانه‌دار بود. نبوغ او از کودکی کشف شد و مورد حمایت اشراف قرار گرفت. در ۱۷۹۳ در خیزشی برضد پروس و روسیه شرکت جست، ولی زخمی شد و به ورشو بازگشت و به آموختن پرداخت. در همان جوانی از محضر نقاشان سرشناسی مانند وینسنتی دو لسور و مارچلو باچرلی بهره‌مند شد. پس از تجزیه لهستان به سن پترزبورگ مهاجرت کرد و از پیشگامان لیتوگرافی شد و در پنجاه‌وپنج‌سالگی در همان شهر درگذشت. 

## نگارخانه

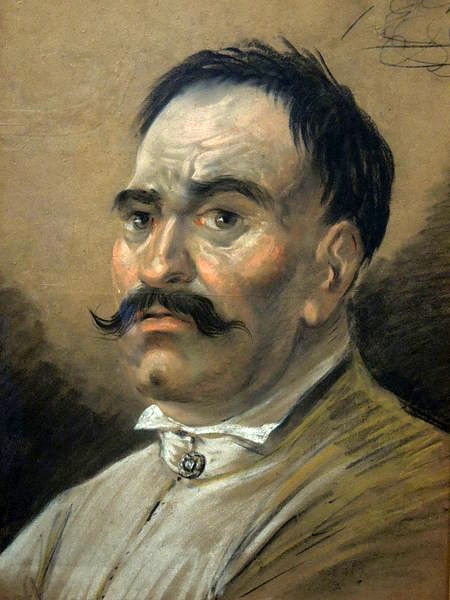
پرترهٔ یک شخصیت برجسته، ۱۸۱۷
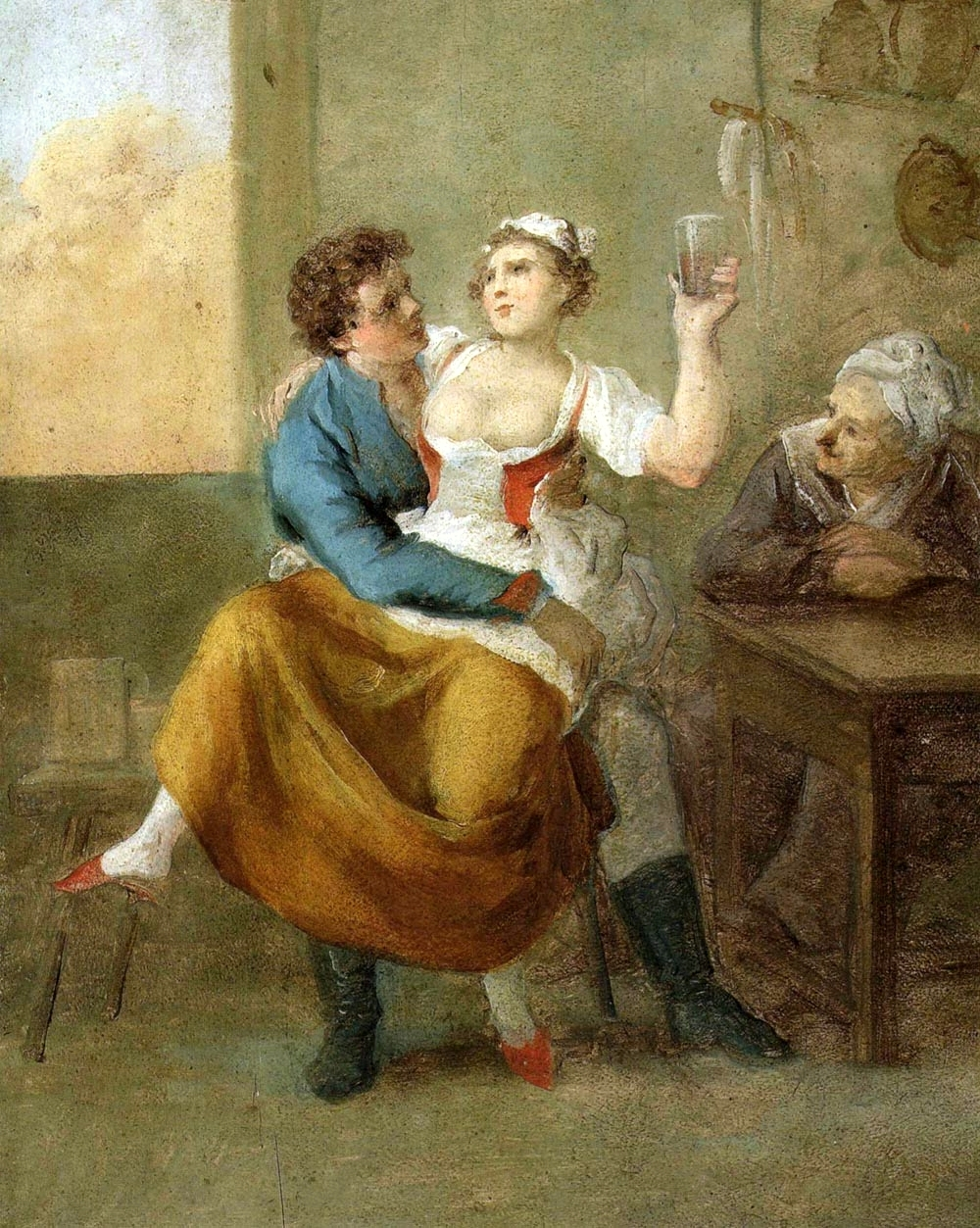
صحنه‌ای در میخانه، موزه ملی ورشو
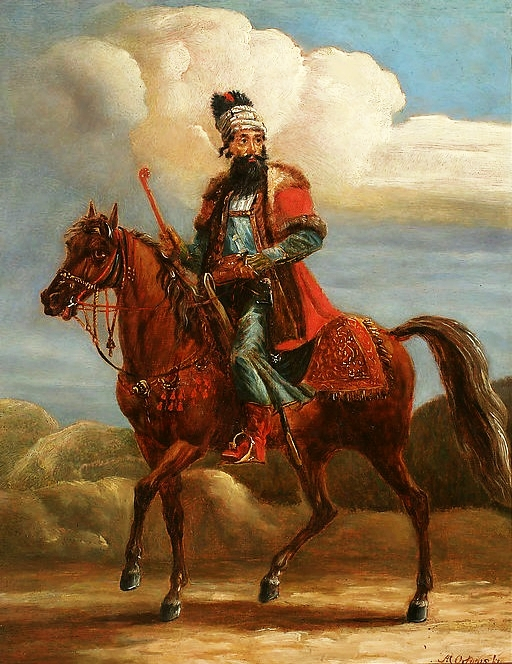
چهرهٔ بلندپایهٔ ایرانی (حاجی میرزا اسماعیل قاجار حکمران ایروان)، موزهٔ ملی ورشو